# Loreto Gutiérrez Hurtado
Loreto Gutiérrez Hurtado (Madrid, 1970) es una militar española, con el rango de general de brigada, que actualmente se desempeña como directora del Departamento de Seguridad Nacional de la Presidencia del Gobierno de España desde 29 de noviembre de 2023.

## Biografía
Gutiérrez Hurtado nació en Madrid en 1970. Se licenció en ingeniería aeronáutica por la Universidad Politécnica de Madrid e ingresó en la Academia General del Aire en 1996. Asimismo, posee cursos tales como el de Estado Mayor, el de Alta Gestión Logística, Gestión de Programas o Investigación de Accidentes e Incidentes de Aeronaves y Gestión Medioambiental, así como el curso internacional Air Battle Damage Repair.
Además de su destino en diferentes unidades del Ejército del Aire, entre los que destacan haber sido directora técnica de los programas A400M y A330 MRTT de la Dirección General de Armamento y Material, ha estado desplegada en el exterior, en misiones en Indonesia, Afganistán y Chad.
Entre 2019 y 2023, fue jefa de la Sección de Aviones de Transporte y Patrulla Marítima del Mando de Apoyo Logístico del Ejército del Aire.
En agosto de 2023, ascendió al empleo de general de brigada, siendo la primera mujer en llegar al generalato en el Ejército del Aire y del Espacio y la cuarta en todas las Fuerzas Armadas.
A finales de noviembre de ese año, fue nombrada por el presidente del Gobierno, Pedro Sánchez, como directora del Departamento de Seguridad Nacional, órgano integrado en el Gabinete de la Presidencia del Gobierno y que actúa como el principal órgano de asesoramiento al jefe del Ejecutivo en esta materia. Reemplazó al general de brigada Miguel Ángel Ballesteros Martín; Gutiérrez Hurtado es la segunda mujer en desempeñar este cargo.

## Condecoraciones
- Encomienda de la Real y Militar Orden de San Hermenegildo.
- Cruz de la Real y Militar Orden de San Hermenegildo.
- Cruz del Mérito Aeronáutico distintivo blanco (4 veces).
- Medalla OTAN ISAF.
- Medalla al Servicio de la Política Europea de Seguridad y Defensa.
- Medalla Conmemorativa de la «Operación Balmis».

### Distintivos
- Distintivo del Cuerpo de Ingenieros (Ejército del Aire y del Espacio).
- Distintivo de Diplomado en Estado Mayor.
- Distintivo de Mérito por Operaciones de Mantenimiento de la Paz (España).